# モロッコの交通

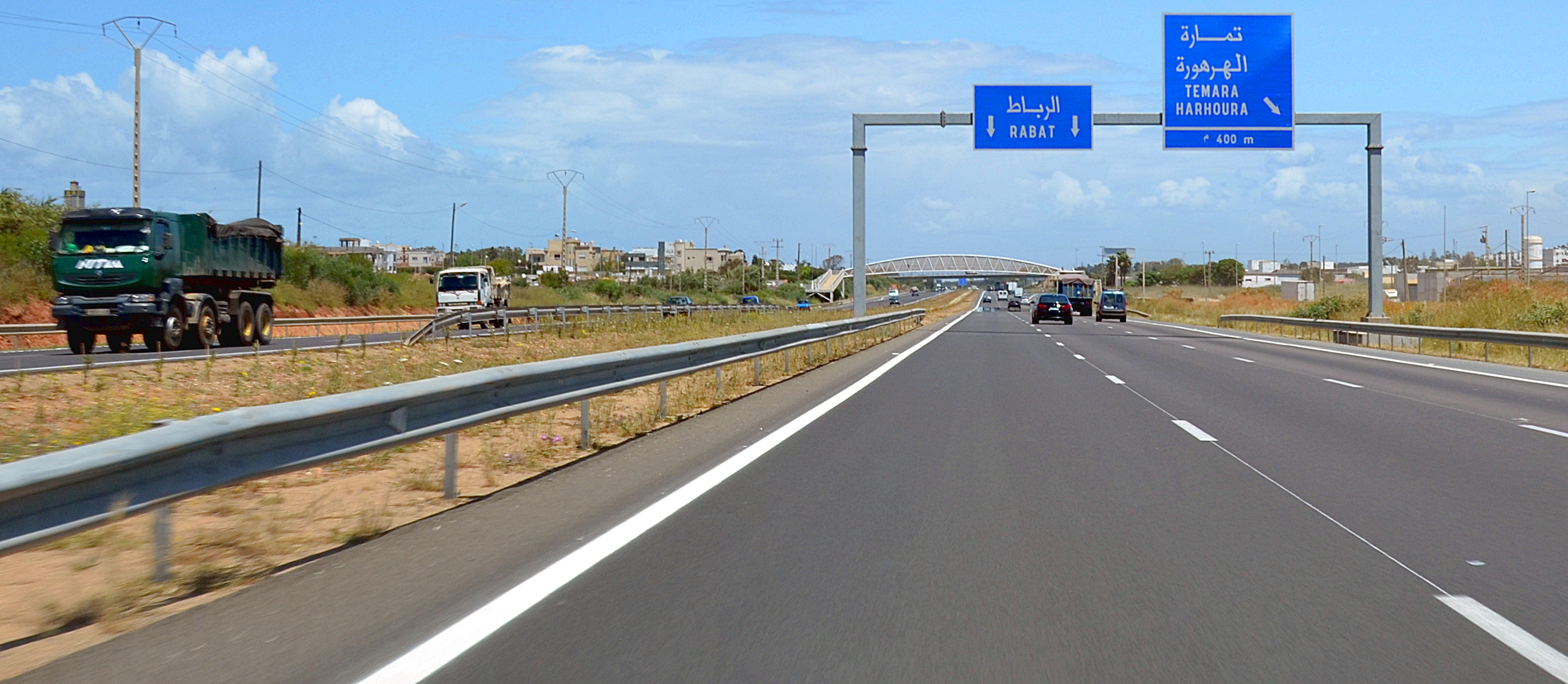
高速道路 A3 (ラバト-カサブランカ, 95 km地点)

本記事では、モロッコの交通について解説する。

## 概要
モロッコには、56,986 km (35,409 mi)の道路（国道、県道・州道）に加え、1,808 km (1,123 mi)の高速道路がある。
また、ONCFの高速鉄道計画の第1段階として、タンジェ＝カサブランカ高速鉄道が建設され、将来的には2035年までに1,500 km (930 mi)に及ぶ新しい路線が開通する予定である。TGVの技術を利用した高速鉄道は定員500人で、年間800万人を輸送できる。高速鉄道は2011年9月に工事が開始された。2014年にインフラ及び旅客設備の工事を終え、2015年12月から運行される計画であったものの、遅れが出たが、2018年11月15日から運用している。

## 政府の方針
インフラの整備は、他の産業の発展や、2010年までに1000万人の観光客を誘致するという目標の達成が期待されるということもあって、モロッコの最も大規模で長期的な計画の1つである。国内のインフラの改善に数十億ドルの予算が充てられており、特に海運産業には力を入れている。2008年から2012年にかけての計画では163億ドルが、タンジェMED港にある港湾・産業複合施設と、タンジェとカサブランカを結ぶ高速鉄道の建設に使われた。また、高速道路路線網の拡充やカサブランカのムハンマド5世国際空港の改善も行われている。
2030年のワールドカップに向け政府は道路網を強化することを検討している。2023年から2030年までの7年間で1000Km以上の新たな高速道路を建設予定である。また、高速鉄道も2029年までにカサブランカからマラケシュまで延伸予定である。

## 鉄道

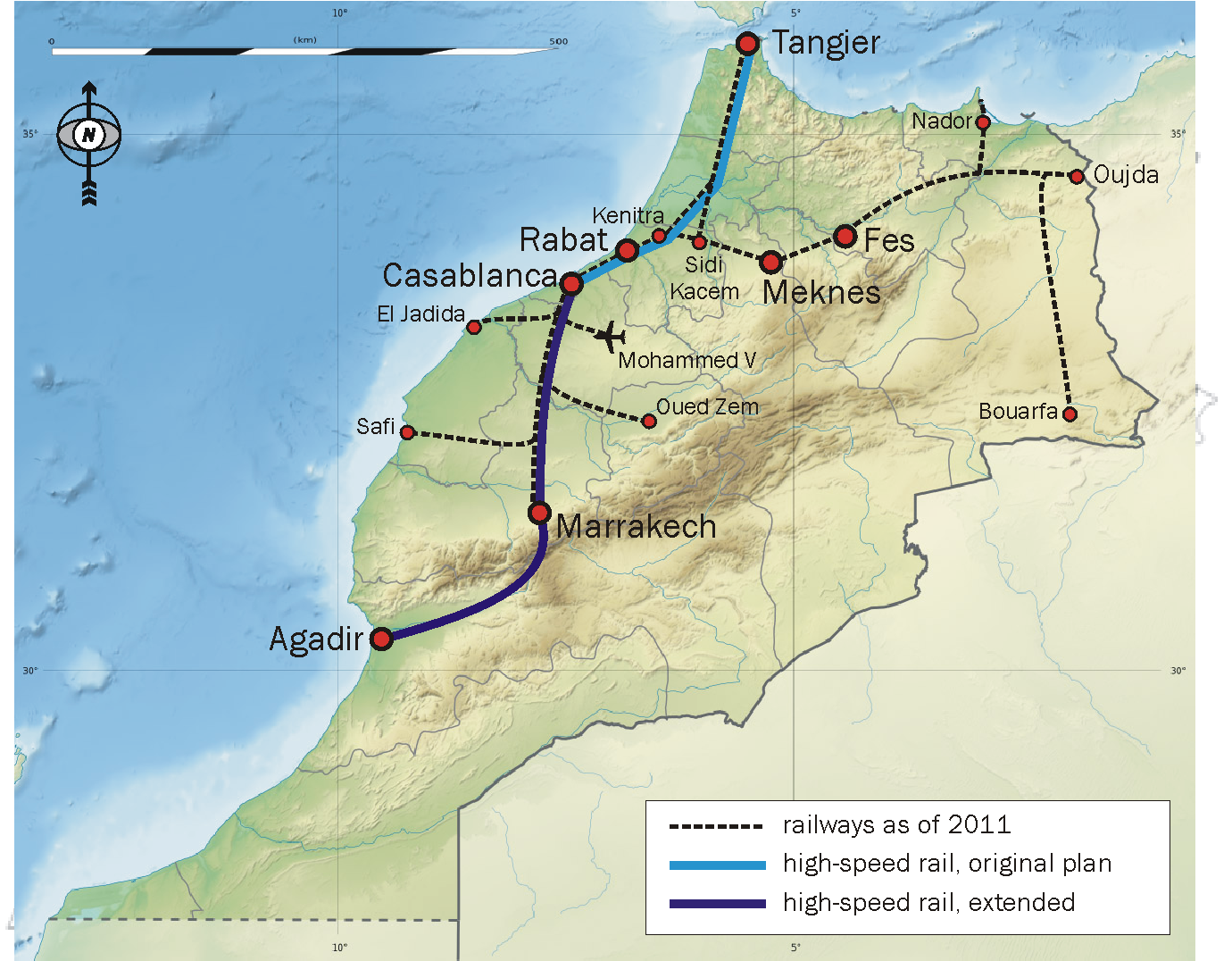
計画されている高速鉄道網

鉄道路線網のうち、1907 kmが 1,435 mm (4 ft 8+1⁄2 in)の標準軌であり、1003 kmが3 kV DCの電化区間である。

### 高速鉄道

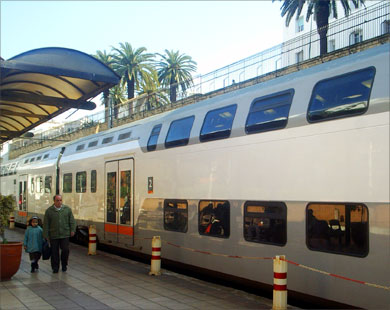
モロッコの鉄道

ONCFは、いくつかの高速鉄道計画を有しており、うちタンジェとケニトラを結ぶ区間は2011年9月に起工した。計画では、北部のタンジェからマラケシュを経由してアガディールに至る路線と、大西洋側のカサブランカからアルジェリア国境のウジダまでの路線の2路線が、幹線として位置づけられている。これらの路線全てが認可される見込みで、2035年までに1,500 kmに及ぶ路線が建設される予定だ。完成には1兆ディルハム（100億ドル）の費用がかかる。
高速鉄道が完成すれば、首都ラバトからタンジェへは4時間30分から1時間30分と、大幅に短縮されたように、カサブランカからマラケシュまでの所要時間は3時間から1時間20分に短縮する。
タンジェ・ケニトラ間を結ぶ路線の次は、ラバトとメクネスを結ぶ路線 (130 km)が建設された。これら2主要都市と大西洋岸が現在の2時間から1時間足らずで結ばれた。最終的にはマラケシュとエッサウィラを結ぶ路線 が建設される予定(180 km)。
タンジェ・ケニトラ間の高速鉄道の建設は、路線が複数の州にまたがって運行されることもあり、土地収用の問題が原因で開業が当初の予定より数年遅れた。この遅延は、次に計画されているマラケシュ・エッサウィラ間の路線建設でも必要な土地収用期間を圧迫している。

### 他の路線
ナドールとタウリルトを結ぶ鉄道が2010年に完成した。この路線は、2007年から建設が進められてきた。

## 路面電車

### 営業中の路線
- ラバト＝サレ市電 (2011)
- カサブランカ市電 (2012)

* ( ) は開業年

### 今後の計画
2030 FIFAワールドカップまでにタンジェ市内に3つの路面電車を建設する予定。

## 道路
モロッコ国内には、2006年時点で57,625 kmに及ぶ道路（国道、県道・州道）、2016年8月時点で1,808 kmの高速道路が存在する。
国道
- 国道1号線 : タンジェ - ゲルゲラト
- 国道2号線 : タンジェ - ウジダ
- 国道3号線 : ダフラ - Aousserd
- 国道4号線 : ケニトラ - フェス
- 国道5号線 : アイウン - ゲルタ・セムール
- 国道6号線 : ラバト - ウジダ
- 国道7号線 : マラケシュ - シディ・スマイル
- 国道8号線 : アガディール - Targuist
- 国道9号線 : モハメディア - マハミド・エル・ギズラン
- 国道10号線 : アガディール - ブアルファ
- 国道11号線 : カサブランカ - ベニ・メラル
- 国道12号線 : シディ・イフニー - リサニ
- 国道13号線 : フニデク - トーズ
- 国道14号線 : アイウン - スマラ
- 国道15号線 : AL Aroui - ミデル
- 国道16号線 : タンジェ - サイディア
- 国道17号線 : ウジダ - フィギグ
- 国道19号線 : ナドール - テンドララ

### 高速道路

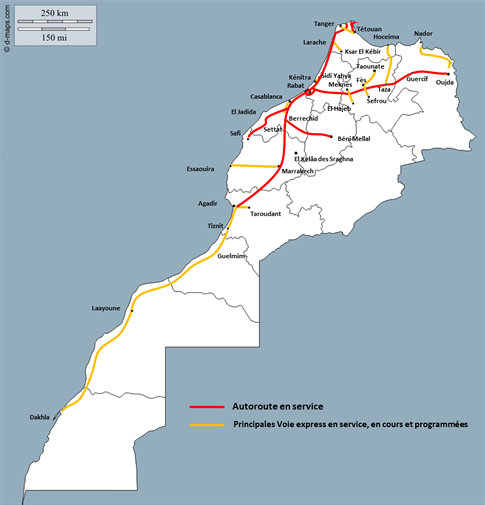
モロッコの高速道路(オートルート)の路線図(赤線)と延伸構想(黄線)

| #    | 主な道程                                                           | 長さ     |
| ---- | ------------------------------------------------------------------ | -------- |
| A1   | ラバト – モハメディア – カサブランカ – アル・ジャディーダ – サフィ | 313 km   |
| A2   | ラバト – メクネス – フェズ – ターザ – ウジダ                       | 496 km   |
| A3   | カサブランカ – マラケシュ - アガディール                           | 429 km   |
| A4   | ベレチド - クーリブカ - ベニ・メラル                               | 174 km   |
| A5   | タンジェMED港 – タンジェ – ケニトラ – ラバト                       | 308 km   |
| A7   | フニデク – テトゥアン                                              | 28 km    |
| 全体 | 全体                                                               | 1,748 km |

### 建設中の高速道路
- ジャルシーフ - ナードル高速道路（フランス語版）はA2のジャルシーフ付近から分岐して北東部沿岸都市のナドールの港までの104Kmを高速道路で繋げる計画である[17]。2026年末に一部開通し、2027年末頃に全線開通予定[17]。
- チット・マリール - ベルシード高速道路（フランス語版）はカサブランカ - ムハンマド5世国際空港間の混雑緩和を目的にA1の東カサブランカICからA3のベッルシィードICを新たな高速道路で結ぶ計画である。2023年9月に工事が着工した。完成は着工から30ヶ月後の2025年予定[18]。

## 空港
- アガディール - アガディール・アル・マシーラ空港 (AGA) : ヨーロッパの主要都市へ就航
- アル・ホセイマ - シャリフ・アル・イドリシ空港 (AHU) : ブリュッセル、シャルルロワ、アムステルダム、ロッテルダムへ就航
- カサブランカ - ムハンマド5世国際空港 (CMN) : 国際線が多く就航
- フェズ - フェズ＝サイス空港 (FEZ) : ヨーロッパ、カサブランカへ就航
- ラユーン - ラユーン・ハサン1世空港 (EUN) : アガディール、カサブランカ、ダフラ、ラス・パルマスへ就航
- マラケシュ - マラケシュ・メナラ空港 (RAK) : 西ヨーロッパの主要都市へ就航
- ナドール - ナドール国際空港 (NDR) : アムステルダム、ブリュッセル、カサブランカ、ケルン、デュッセルドルフ、パリへ就航
- ウジダ - ウジダ・アンガデス空港 (OUD) : アムステルダム、カサブランカ、マルセイユ、パリへ就航
- ワルザザート - ワルザザート空港 (OZZ) : カサブランカ、パリへ就航
- ラバト - ラバト＝サレ空港 (RBA) : パリ、トリポリへ就航
- タンジェ - イブン・バットゥータ国際空港 (TNG) : 西ヨーロッパの主要都市へ就航
- テトゥアン - サニア・ラメル空港 (TTU) :スペイン、ベルギー、フランス、アル・ホセイマ、カサブランカへ就航

## 航空会社
- エア・アラビア・モロッコ
- ロイヤル・エア・モロッコ
- ロイヤル・エア・モロッコ・エクスプレス（英語版）

## 船舶
モロッコ保有の1,000 GRT以上の35隻の船舶の内訳
- 貨物船: 3
- ケミカルタンカー: 6
- コンテナ船: 8
- 客船/貨物船: 12
- 石油タンカー: 1
- 冷凍船: 1
- RO-RO船: 4

外国保有: 14 (フランス: 13, ドイツ: 1) (2007年)
- 外国船籍: 4 (ジブラルタル)

## 海運会社

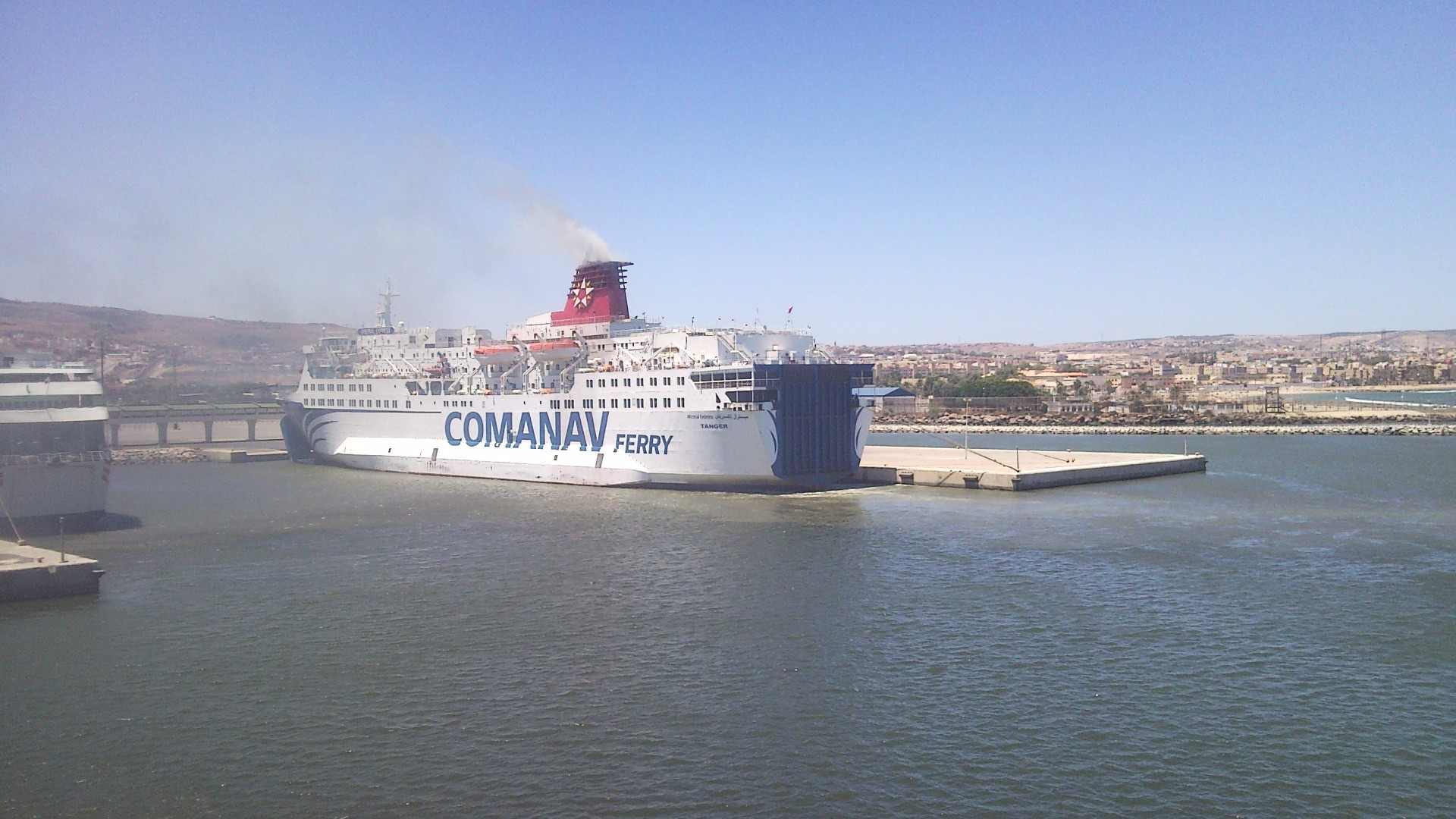
ナドール港に停泊するComanavのROPAXフェリー

- トラスメディテラネア（英語版）
- バレアリア（英語版）
- モロッコ・ナビゲーション・カンパニー（英語版）
- コマリット（英語版）
- フェリー・モロッコ（英語版）
- FRSイベリア（フランス語版）
- グランディ・ナビ・ヴェロキ（英語版）
- グリマルディ・ラインズ
- インターナショナル・マリタイム・トランスポート・コーポレーション
- インターシッピング（英語版）
- ナビエラ・アルマス

## スポーツカー
- ララキ（英語版）